# 美国钢铁协会

"Steelmark"標誌，由美国钢铁公司提出並被美国钢铁协会採納以推廣鋼鐵業。
Pittsburgh Steelers的標誌和智利的附屬球會Club Deportivo Huachipato的標誌設計也是基於此"Steelmark"標誌構成。

美國鋼鐵協會（英語：American Iron and Steel Institute）是代表美国钢铁生产商的重要行业协会。其历史最早可以追溯至1855年，是美国历史最悠久的贸易协会之一。1908年，在美国钢铁公司董事长埃尔伯特·加里的领导下，该组织更名为美国钢铁协会，并由加里担任首任主席。
美国钢铁协会的主要目标包括为钢铁行业合作机构收集和传播统计数据及信息，进行行业调查，提供讨论关键问题的论坛，以及维护行业利益。